# Chlapík z pekla (Strugačtí)
Chlapík z pekla (1974, Парень из преисподней) je vědeckofantastická novela ruských sovětských spisovatelů bratrů Strugackých odehrávající se ve Světě Poledne ve 22. století. Autoři v ní opět řeší otázku práva zasahovat do historie případných civilizací na nižší úrovni i v případě, že by byla vedena snahou přispět k rychlejšímu vývoji takovéto civilizace směrem k dokonalejšímu společenskému zřízení. Zároveň se autoři v novele snaží zkoumat podstatu zla v člověku.

## Obsah novely
Novela se odehrává na planetě Giganda s lidskou civilizací, na které plane nemilosrdná válka podobná druhé světové válce na Zemi. Hlavním hrdinou příběhu je mladý voják elitních jednotek Alajského vévodství jménem Gag, který je ve válce těžce zraněn. Pozemští pozorovatelé (progresoři) jej z planety přenesou na Zem, uzdraví jej a vychovávají jej tak, aby jeho prostřednictvím mohli působit na gigandskou společnost. Po delším pobytu na Zemi se Gag dozví, že válka na Gigandě byla progresory ukončena, ale že na planetě vznikají ozbrojené bandy, složené z členů bývalých vojenských jednotek. Proto mu progresor Korněj Jašmaa nechce dovolit návrat domů, protože se obává, že by do nějaké takové bandy vstoupil. Gag se chce ale vrátit za každou cenu a nenávidí Pozemšťany za to, že „rozvrátili jeho zemi, zničili všechno, co v ní bylo nejlepšího, odzbrojili ji a zbavili vedení“. Dokonce se pokusí vynutit si návrat násilím. Je zřejmé, že pokus o jeho převychování nevyšel.
Po návratu na Gigandu narazí Gag na kolonu uprchlíků z morem nakaženého města. Potká doktora, jehož vůz plný léků pro toto město, zapadl do bláta. Doktor Gagovi nápadně připomíná Pozemšťana a pomůže jeho auto vyprostit. Převýchova na Zemi měla na něho přece jen nějaký vliv, protože nyní dovede projevit soucit.

## Česká vydání
- Chlapík z pekla, vydáno v antologii Chlapík z pekla, Albatros, Praha 1986, přeložila Miroslava Genčiová.